# 洛科莫季夫内
洛科莫季夫内（羅馬化：Lokomotivnyy），旧称卡尔塔雷-6（Карталы-6），是俄罗斯车里雅宾斯克州的市级镇，其中2017年1月之前为封闭聚居地。地处车里雅宾斯克州南部，位于州府车里雅宾斯克南偏西方，东侧和北侧靠近卡尔塔雷市，四周被卡尔塔雷区所包围。距离最近的火车站是位于卡尔塔雷市的卡尔塔雷1号站，位于东北约2公里处。
原为封闭军镇，俄罗斯战略导弹部队的第59导弹师部署于此，该导弹师后于2005年解散。2017年解除封闭状态。该地2022年人口有8,540人；2010年人口8,498人；2002年人口10,741人。